# Izadshahr
Īzadshahr (farsi ايزدشهر), conosciuta anche come Izdeh (ایزده), è una città dello shahrestān di Nur, circoscrizione Centrale, nella provincia del Mazandaran in Iran. Aveva, nel 2006, una popolazione di 6.882 abitanti. Si trova a est di Nur, sulle rive del mar Caspio.